# آنتون مارتی
آنتوان مارتی (به آلمانی: Anton Marty) (۱۸ اکتبر ۱۸۴۷ – ۱ اکتبر ۱۹۱۴) فیلسوف سوئیسی بود.

## پژوهش‌ها و تأثیرات
نخستین ریشه‌های مکتب زبان‌شناسی پراگ به آنتون مارتی بازمی‌گردد. مارتی استاد فلسفه در دانشگاه پراگ بود و در زمره پیروان برنتانو جای داشت. مارتی زبان‌شناس نبود، اما به عنوان فیلسوف در بحث نهاد و گزاره که در آستانه قرن بیستم دنبال می‌شد، شرکت می‌کرد. مارتی در نوشته‌های گوناگون که بسیاری از آنها پس از مرگش منتشر شدند، معتقد بود صرف نظر از آنکه چه تفاوت‌هایی را می‌توان میان ساخت دستوری و ساخت معنایی فرض کرد، استفاده از اصطلاح‌های «نهاد» و «گزاره» در هر دو سطح تحلیل، گمراه‌کننده است. در نظر او، منطق به هیچ روی در معناشناسی به کار نمی‌آید؛ وی بر آن بود که هر چه معناشناختی باشد، روان‌شناختی است، نه منطقی. از این گذشته، صورت دستوری جمله نه تنها معنای گزاره‌ای (propositional) و مجرد آن را بیان می‌کند، بلکه معنای زبانی و کمتر مجرد آن یا همان صورت درونی (inner form) را نیز به بیان درمی‌آورد که این یکی با روساخت و با آهنگ جمله بیشتر مطابقت دارد و با همان شیوه‌ای تعیین می‌شود که از رهگذر آن، معنای گزاره‌ای در کلام در حال اجرا درمی‌آمیزد و یکی می‌شود. مارتی نیز، درست مثل لیپس و استاوت بنا را بر این می‌گذارد که وجوه کلام‌بنیاد ارائه معانی یا همان «صورت درونی» عمدتاً با ساخت سؤال و جواب هدایت می‌شوند.
اصطلاح‌های «نهاد» و «گزاره» به بهترین وجه در سطح «صورت درونی» به کار می‌روند، زیرا آنچه گزاره را مشخص و محدود می‌سازد، همانا اسناد خاصیتی به چیزی است که مقام نهاد را احراز می‌کند، و این عمل ذهنی هنگامی رخ می‌دهد که اطلاع تازه‌ای را به چیزی اضافه می‌کنند که از پیش در کلام وجود دارد.
مارتی هرگز عملاً دست به تحلیل زبان‌شناختی نزد. تمام آنچه ارائه کرد، استدلال عام فلسفی بود و بحث و جدل فراوانی با نویسندگان معاصرش به ویژه ویلهلم وونت، هیمان اشتاینتال، هرمان پاول، ادموند هوسرل و آلکسیوس ماینونگ داشت. سبکش در نگارش فشرده و موجز بود و این از جذابیت نوشته‌هایش می‌کاست. احتمالاً به همین دلایل بود که تأثیرش کمتر از آن بود که می‌توانست باشد. اما هر متخصص جدیدی که آثار او را در متن تحلیل‌ها و نظریه‌های امروزی بخواند، به سرعت می‌تواند به رغم تفاوت‌های اصطلاح‌شناختی، پی به انبوه آرا و نگرش‌هایی در آن آثار ببرد که نه تنها با مباحث جاری در زمینه‌های معنا و دستور پیوند مستقیم دارند، بلکه در عین حال، نشان‌دهنده این واقعیت نیز هستند که چه شیوه استدلال متوازن و پخته‌ای زیربنای آراء و رهیافت کلی او را تشکیل می‌دهد. آرای مارتی دربارهٔ «صورت درونی» در مقام وجه کلام‌بنیاد ارائه معانی را ویلم ماتسیوس برگرفت و آن را بسط و گسترش داد.